# Marchetti MVT
Marchetti MVT, sau có tên SIAI S.50, là một mẫu máy bay tiêm kích của Ý, sản xuất năm 1919 và đầu thập niên 1920.

## Quốc gia sử dụng
- Italy

Regia Aeronautica

## Tính năng kỹ chiến thuật (MVT với động cơ SPA 6a[1])
Dữ liệu lấy từ Green, William, and Gordon Swanborough The Complete Book of Fighters: An Illustrated Encyclopedia of Every Fighter Aircraft Built and Flown, New York: SMITHMARK Publishers, 1994, ISBN 0-8317-3939-8
Đặc điểm tổng quát
- Kíp lái: 1
- Chiều dài: 7,75 m (25 ft 5⅛ in)
- Sải cánh: 8.70 m (28 ft 6½ in)
- Chiều cao: 2.60 m (8 ft 6⅓ in)
- Diện tích cánh: 21.50 m2 (231.43 ft2)
- Trọng lượng rỗng: 747 kg (1.647 lb)
- Trọng lượng có tải: 987 kg (2.176 lb)
- Powerplant: 1 × SPA 6A, 164 kW (220 hp) mỗi chiếc

Hiệu suất bay
- Vận tốc cực đại: 250 km/h (155 mph)
- Thời gian bay: 2 giờ  6 phút

Vũ khí trang bị
- 2 × Súng máy Vickers 7,7 mm (0.303 in)